# Stahleckèrids
Els stahleckèrids (Stahleckeriidae) són una família extinta de sinàpsids dicinodonts que tingueren una amplíssima distribució durant el Triàsic, fa entre 208,5 i 251,9 milions d'anys. Se n'han trobat restes fòssils a l'Argentina, el Brasil, els Estats Units, el Marroc, Polònia, Rússia, Sud-àfrica, Tanzània, la Xina i Zàmbia. Algunes espècies mancaven dels ullals que en general són el caràcter distintiu dels dicinodonts. Aquest grup incloïa alguns dels animals herbívors més grossos del seu temps, com Lisowicia, que devia fer 4,5 metres de llargada i pesar unes 9 tones, i Placerias, que es calcula que feia entre 2 i 3,3 metres de llargada i pesava 1 o 2 tones.